# 金圭植
金 圭植（김규식、キム・キュシク、1882年 - 1931年4月10日）は、大韓民国の独立運動家。独立軍の虎将軍と呼ばれ、号は蘆隠。漢字表記は金奎植とも。

## 生涯
京畿道楊州郡九里面（現・九里市）で生まれた。大韓帝国陸軍参議を務めた。1907年、大日本帝国が大韓帝国軍を解散させると義兵に転換し、江原道鉄原郡で日本軍と戦闘をした。
1912年、満州へ移り、1919年、徐一・金佐鎮などとともに北路軍政署を組織して師団長となった。北路軍政署はこの時期武装抗日闘争の核心拠点の一つであり、傘下に士官養成所を建て教官として士官を養成した。青山里戦闘では第2連隊長金佐鎮の元で第1大隊長として戦闘に参加した。
青山里戦闘の勝利後、北路軍政署が他の武力闘争組織と統合して大韓独立軍団を編成した際に銃士領に就任した。しかし、大韓独立軍団の参謀総長李章寧、旅団長池青天と一緒に3500余人を率い、ロシア・ソビエト連邦社会主義共和国領に入り、自由市惨変により、過去の拠点である延吉市に帰って来なければならなかった。大韓独立軍団総裁徐一がこの事件の責任を負って自決し、組織は財政難に苦しんだが、上海の大韓民国臨時政府の助けにより危機を脱して、李範奭を迎入し、1923年には赤軍を支援する高麗革命軍を創立して銃士領に就任した。
1925年、新民府に、1926年には高麗革命党に加わって活動し、長期的な抗日闘争のために教育に志を抱いて延吉に学校を設立したりしたが、1931年暗殺された。暗殺したのはかつての同志であり共産主義に転向したチェ・アク（최악）である。
4男1女がおり、三男・四男は独立運動に加わり、嗣子なく死去した。 1963年、建国勲章独立章が追贈された。

## 家族
- 孫 : 김건배

## 参考サイト
- ko:틀:독립유공자
- 청산리전투 이끈 김규식 선생 외증손들의 '恨스런 광복절'(서울신문)